# MBC 3
MBC 3 es un canal infantil gratuito de Arabia Saudita que fue lanzado el 8 de diciembre de 2004 por el Middle East Broadcasting Center.
MBC 3 comenzó a transmitir programas de Nickelodeon, incluidos tras el cierre de Nickelodeon Arabia en 2011. Nicktoons, como T.U.F.F. Puppy, The Fairly OddParents y SpongeBob SquarePants también están presentes en el canal. Los shows de Nick Jr. incluyen a Dora The Explorer, Go Diego Go! y Blue's Room.
MBC 3 es conocido en el Medio Oriente por censurar escenas inapropiadas para audiencias islámicas, como romance visual fuera del matrimonio, escenas de besos, ángulos incómodos de personajes femeninos, escenas sensuales entre miembros del sexo opuesto, hombres vestidos de cruz, referencias al alcohol y juegos de azar, referencias a contenido religioso no islámico y escenas visualmente grotescas. Sin embargo, el canal no tiene un consenso adecuado de su política de censura, con cortes que están tan fuertemente editados que hace que las continuidades de la trama sean inconsistentes.

## Sitios externos
- Sitio oficial

- Datos: Q1997140
- Multimedia: MBC 3 / Q1997140